# 克拉皮納河

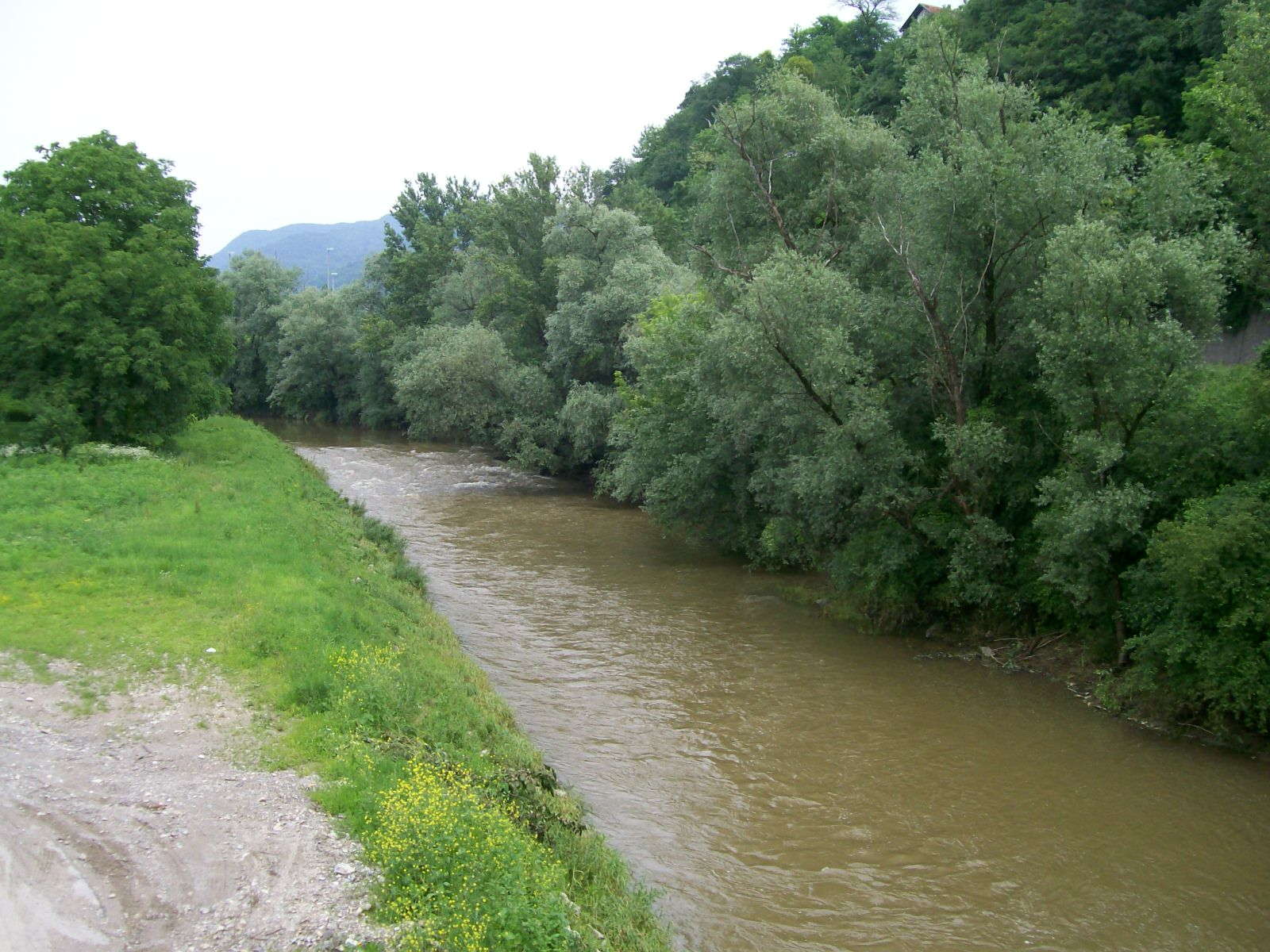

克拉皮納河是克羅地亞的河流，屬於薩瓦河的支流，河道全長75公里，流域面積1,123平方公里，流經克拉皮納-扎戈列縣和薩格勒布縣。
45°53′N 15°49′E / 45.883°N 15.817°E